# Phaeoscincus
Phaeoscincus – rodzaj jaszczurek z podrodziny Eugongylinae w rodzinie scynkowatych (Scincidae).

## Zasięg występowania
Rodzaj obejmuje gatunki występujące na Nowej Kaledonii. 

## Systematyka

### Etymologia
Phaeoscincus: gr. φαιος phaios „brązowy”; σκιγκος skinkos lub σκιγγος skingos „rodzaj jaszczurki, scynk”. 

### Podział systematyczny
Do rodzaju należą następujące gatunki: 
- Phaeoscincus ouinensis
- Phaeoscincus taomensis